# PGC 1837
LEDA/PGC 1837 ist eine Spiralgalaxie vom Hubble-Typ Sbc im Sternbild Walfisch südlich der Ekliptik. Sie ist schätzungsweise 287 Millionen Lichtjahre von der Milchstraße entfernt. Gemeinsam mit LEDA 1841 bildet sie das optische Galaxienpaar Holm 10.